# توم أوبراين (ممثل)
توم أوبراين (بالإنجليزية: Tom O'Brien)‏ هو ممثل أمريكي، ولد في 12 أبريل 1965 في بربانك في الولايات المتحدة.

## وصلات خارجية
- توم أوبراين على موقع IMDb (الإنجليزية)
- توم أوبراين على موقع قاعدة بيانات الفيلم (الإنجليزية)